# Lupinus parvifolius
Lupinus parvifolius är en ärtväxtart som beskrevs av George Gardner. Lupinus parvifolius ingår i släktet lupiner, och familjen ärtväxter. Inga underarter finns listade i Catalogue of Life.